# Dometorina praedatoria
Dometorina praedatoria är en kvalsterart som beskrevs av Wu, Xin och Aoki 1986. Dometorina praedatoria ingår i släktet Dometorina och familjen Hemileiidae. Inga underarter finns listade i Catalogue of Life.